# Eagles (álbum)
Eagles es el álbum debut de la banda de rock homónima, Eagles. El álbum fue lanzado el 1 de junio de 1972 y contiene tres canciones originales de la banda entre las que destacan "Take It Easy" que alcanzó el n.º 12 en el Billboard Hot 100 y "Witchy Woman" que alcanzó el n.º 9.
En 2003, el álbum fue posicionado n.º 338 en la lista de los 500 mejores álbumes de todos los tiempos de la revista musical Rolling Stone.

## Lista de canciones

### Cara uno
1. "Take It Easy" (Jackson Browne, Glenn Frey) – 3:34
2. "Witchy Woman" (Don Henley, Bernie Leadon) – 4:14
3. "Chug All Night" (Frey) – 3:18
4. "Most of Us Are Sad" (Frey) – 3:38
5. "Nightingale" (Browne) – 4:08

### Cara dos
1. "Train Leaves Here This Morning" (Gene Clark, Leadon) – 4:13
2. "Take the Devil" (Randy Meisner) – 4:04
3. "Earlybird" (Leadon, Meisner) – 3:03
4. "Peaceful Easy Feeling" (Jack Tempchin) – 4:20
5. "Tryin'" (Meisner) – 2:54

## Posiciones

### Álbum
| Año  | Lista                | Posición |
| ---- | -------------------- | -------- |
| 1972 | Billboard Pop Albums | 22       |

### Sencillos
| Año  | Sencillo                | Lista                 | Posición |
| ---- | ----------------------- | --------------------- | -------- |
| 1972 | "Take It Easy"          | Billboard Pop Singles | 12       |
| 1972 | "Witchy Woman"          | Billboard Pop Singles | 9        |
| 1973 | "Peaceful Easy Feeling" | Billboard Pop Singles | 22       |